# Хома Параска Петрівна
Пара́ска Петрі́вна Хома́, до шлюбу Процюк (10 листопада 1933, с. Чернятин, нині Городенківський район — 23 вересня 2016, с. Чернятин) — українська художниця, майстриня народного декоративного розпису. Членкиня Національної спілки художників України (1973), лауреатка Всеукраїнської премії імені Катерини Білокур, обласної премії ім. Ярослава Лукавецького. Заслужений майстер народної творчості УРСР (1973).

## Життєпис
Параска Процюк народилася 10 листопада 1933 року в селі Чернятин, нині Городенківського району Івано-Франківської області.
З 14-ти років працювала в колгоспній ланці. Любила малювати з дитинства, але для суспільства її талант відкрився тільки у 1968 році, коли її син Ярослав, який вчився у Косівському училищі прикладного мистецтва, показав її малюнки своєму вчителеві, професійному художнику Юліану Савці. Того ж року за допомогою директора Львівської національної картинної галереї Бориса Возницького було організовано першу виставку творів Параски Хоми, що проходила у Львівській картинній галереї. Наступні виставки пройшли в музеї Т. Шевченка у Києві, в Івано-Франківському краєзнавчому музеї, в музеї етнографії та художнього промислу у Львові, в Українському фонді культури у Києві.
Останні три роки мисткиня життя майже не зводилася з ліжка, але все одно щодня малювала. Померла 23 вересня 2016 року вдома після обіду. Похована поряд з чоловіком у рідному селі. Похорони мали відбутися у неділю 25 вересня.

## Родина
Чоловік — Василь Дмитрович Хома (пом. лютий 2015), похований у Чернятині. Залишилось троє синів (Ярослав навчався у Косівському училищі прикладного мистецтва) (одна з невісток — Стефанія), дев'ятеро внуків, троє правнуків.

## Творчість
Параска Хома працює в галузі декоративного розпису. У її картинах переважають квітково-рослинні композиції. Основні твори: «Жоржини» (1998), «Золоте літо» (1999), «Павичі» (1999), «Ясени» (1999).
Видано альбом кольорових репродукцій малюнків Хоми з текстом українською, російською, англійською, французькою, іспанською та німецькою мовами; автор В. Качкан (1983).
Картини художниці зберігаються в музеях Києва, Львова, Канева, Івано-Франківська, Снятина, Одеси,  частина — в збірках Москви, Санкт-Петербурга, в приватних колекціях США, Канади, Польщі, Австралії.

## Нагороди
- Орден княгині Ольги I ст. (22 серпня 2016) — за значний особистий внесок у державне будівництво, соціально-економічний, науково-технічний, культурно-освітній розвиток України, вагомі трудові здобутки та високий професіоналізм[3]
- Орден княгині Ольги II ст. (8 лютого 2010) — за вагомий особистий внесок у соціально-економічний та культурний розвиток України, високий професіоналізм та багаторічну сумлінну працю[4]
- Орден княгині Ольги III ст. (19 серпня 2008) — за значний особистий внесок у соціально-економічний, культурний розвиток Української держави, вагомі трудові досягнення та з нагоди 17-ї річниці незалежності України[5]
- Заслужений майстер народної творчості УРСР (1973).
- Срібна медаль Академії мистецтв України.

## Видання та публікації
1. Параска Хома: альб. / упоряд. Я. Хома; авт. ст. С. Хома. — Івано-Франківськ: Нова Зоря, 2005. — 56 с.
2. Параска Хома: каталог виставки [буклет] / В. Корпанюк. — Івано-Франківськ, 2003.
3. Франків В. Нев'янучі квіти: нарис // Франків В. Нев'янучі квіти / В. Франків. — Чернівці, 1993. — С. 3-35.
4. Параска Хома: альб. / авт.-упоряд. В. А. Качкан. — К. : Мистецтво, 1983. — 95 с. : іл.
5. Кара-Васильєва Т. Майстри народного малювання // Кара-Васильєва Т. Творці дивосвіту / Т. Кара-Васильєва. — К., 1984. — С. 107—108.
6. Єрушевич Т. Де живе сонце / Т. Єрушевич // Галицький кореспондент. — 2008. — 21 лют. — С. 24.
7. Костюк І. Забута майстриня / І. Костюк // Галицький кореспондент. — 2007. — 13 верес. — С. 20.
8. Кушніренко Н. Ані мазка чорної фарби / Н. Кушніренко // Галицький кореспондент. — 2007. — 8 берез. — С. 2.
9. Таможня А. Розмай таланту / А. Таможня, Л. Зоріна // Прикарпатська правда. — 2007. — 23 лют.
10. Тугай Л. «Якщо я малюю — я живу!» / Л. Тугай // Галичина. — 2007. — 15 берез.
11. Єрмоленко Н. Парасчині журавлі / Н. Єрмоленко // Експрес. — 2007. — 8-15 берез.
12. Зоріна Л. Подарунок мамі / Л. Зоріна // Вечірній Івано-Франківськ. — 2007. — 25 січ.
13. Назарчук Д. «Над усе люблю квіти…» / Д. Назарчук // Голос України. — 2003. — 8 листоп.
14. Мельник В. Квітковий дивосвіт Параски Хоми / В. Мельник // Галичина. — 2003. — 13 листоп.
15. Ковальчук Х. Дивлюся на квіти і не надивлюся… / Х. Ковальчук // Галичина. — 2003. — 8 листоп.
16. Кушніренко Н. Від буряків — до мольберта / Н. Кушніренко // Експрес. — 2003. — 28-30 листоп. — С. 7.
17. Дмитрів І. До ювілею художниці Параски Хоми вийде у світ альбом / І. Дмитрів // Захід. — 2003. — 2 жовт.
18. Стефурак А. Життя між кетягів суцвіть / Н. Стефурак // Галичина. — 2002. — 17 груд..
19. За творчий доробок: [майстрині худож. розпису Парасці Хомі присуджено обл. премію ім. Я. Лукавецького] // Галичина. — 2002. — 22 черв.
20. Мельник В. Декоративний живопис — це її Україна / В. Мельник // Галичина. — 2002. — 19 берез.
21. Стефурак Н. У храмі природи руку їй ставив Господь / Н. Стефурак // Галичина. — 2001. — 10 квіт.
22. Параска Хома — лауреат премії імені Катерини Білокур // Галичина. — 1999. — 11 груд..
23. Хома Параска: Мені найкраще малюється на самоті і в свята: [розмова з нар. худож. з Чернятина / бесіду вів М. Болотенюк] // Галичина. — 1999. — 18 груд.